# إنفلونزا الكلاب
إنفلونزا الكلاب هي الإنفلونزا التي تحدث في الكلاب. تحدث أنفلونزا الكلاب بسبب أنواع فيروس الأنفلونزا A، مثل فيروس إنفلونزا الخيول H3N8، الذي اكتشف في عام 2004 أنه يسبب المرض في الكلاب. بسبب عدم التعرض السابق لهذا الفيروس، فإن الكلاب لا تتمتع بحصانة طبيعية لها. لذلك، ينتقل المرض بسرعة بين الكلاب. قد تكون أنفلونزا الكلاب متوطنة في بعض الكلاب الإقليمية في الولايات المتحدة. وهو مرض مصحوب بمراضة عالية (نسبة حدوث الأعراض) ولكن معدل الوفاة منخفض.
وقد تم التعرف على شكل أحدث في آسيا خلال 2000s، ومنذ ذلك الحين حدث تفشي المرض في الولايات المتحدة. إنها طفرة في H3N2. وقد تم تطوير اللقاحات لكلا السلالتين.

## تاريخ
وقد وجد أن النوع الفرعي فيروس الإنفلونزا أ H3N8 من فيروس إنفلونزا الخنازير شديد العدوى كان سبباً في وفاة كلب من مرض تنفسي عند مضمار السباق في ولاية فلوريدا في يناير / كانون الثاني 2004. ويبدو أن التعرض والنقل كانا في مسارات سباق الخيل، حيث كان سباق الكلاب أيضاً في نفس المكان. كان هذا أول دليل على وجود فيروس الأنفلونزا A يسبب مرضًا في الكلاب. ومع ذلك، فإن المصل الذي تم جمعه من سباقات الكلاب السلوقية بين عامي 1984 و 2004 واختباره لفيروس أنفلونزا الكلاب (CIV) في عام 2007 كان قد تم إجراء اختبارات إيجابية. وقد تسببت انفلونزا الكلاب في حدوث بعض حالات تفشي أمراض الجهاز التنفسي في المسارات بين عامي 1999 و 2003.
كما كان H3N8 مسؤولاً عن تفشي مرض انفلونزا الكلب في ولاية نيويورك في جميع سلالات الكلاب. من يناير إلى مايو 2005، حدثت تفشيات في 20 مضمار سباق في 10 ولايات (أريزونا، أركنساس، كولورادو، فلوريدا، أيوا، كانساس، ماساتشوستس، رود آيلاند، تكساس، وست فرجينيا). اعتبارًا من أغسطس 2006، تم تأكيد الإصابة بإنفلونزا الكلاب في 22 ولاية بالولايات المتحدة، بما في ذلك الكلاب الأليفة في وايومنغ بولاية كاليفورنيا وكونيكتيكت وديلاوار وهاواي. قد تعتبر الآن ثلاث مناطق في الولايات المتحدة متوطنة بالنسبة لـ انفلونزا الكلاب بسبب موجات مستمرة من الحالات: نيويورك، جنوب فلوريدا، وشمال كولورادو / جنوب وايومنغ. لا يوجد دليل يدل على أنه يمكن نقل الفيروس إلى أشخاص أو قطط أو أنواع أخرى.
كما ثبت أن فيروس H5N1 (إنفلونزا الطيور) سبب الموت في كلب واحد في تايلند، بعد ابتلاع بطة مصابة.
ظهر فيروس H3N2 لأول مرة في كندا في بداية عام 2018، بعد استيراد اثنين من ذوات الأنياب المصابة بدون علم من كوريا الجنوبية. بعد هذا الحدث، تم نشر تقارير عن انتشار الفيروس على الأرجح، مع وجود كلبين آخرين ينبئان بأعراض مزعجة. بحلول 5 مارس، تم الإبلاغ عن 25 حالة إصابة، على الرغم من أن العدد يعتقد أنه قارب إلى 100 حالة تقريبًا.
فيروسات الإنفلونزا A مغلفة، حساسيتها سالبة، من نوع الفيروسات حمض نووي ريبوزي أحادية الجدار. أظهر تحليل الجينوم أن H3N8 تم نقله من الخيول إلى الكلاب ومن ثم تم تكييفه مع الكلاب من خلال تحور النقاط في الجينات. فترة الحضانة هي من يومين إلى خمسة أيام، وقد يحدث تساقط فيروسي لمدة سبعة إلى عشرة أيام بعد ظهور الأعراض. لا يحفز حالة الناقل المستمر.

## الأعراض
حوالي 80% من الكلاب المصابة بالعدوى H3N8 تظهر أعراضها، والتي عادة ما تكون خفيفة (عادة 20% لديها عدوى تحت الإكلينيكية)، ومعدل إماتة الكلاب السلوقية في الفاشيات المبكرة كان من 5 إلى 8 ٪، على الرغم من أن معدل الوفيات الإجمالي في الحيوانات الأليفة العامة أقل من 1٪. تشمل الأعراض الشكل الخفيف السعال الذي يستمر لمدة 10 إلى 30 يومًا وربما إفرازات أنفية خضراء. الكلاب ذات الإصابة الأكثر حدة قد يحدث لها ارتفاع في درجة الحرارة والالتهاب الرئوي. الالتهاب الرئوي في هذه الكلاب لا ينتج عن فيروس الأنفلونزا، ولكن بسبب الالتهابات البكتيرية الثانوية. يمكن أن يصل معدل إماتة الكلاب التي تصاب بالتهاب رئوي ثانوي بسبب أنفلونزا الكلاب إلى 50% إذا لم يُعطى العلاج المناسب. وقد كشفت عمليات التشريح في الكلاب التي تموت من المرض عن وجود التهاب رئوي نزفي حاد ودليل على التهاب الأوعية الدموية.

## التشخيص
وجود عدوى الجهاز التنفسي العلوي في الكلب الذي تم تطعيمه للأسباب الرئيسية الأخرى للسعال يزيد من الاشتباه في الإصابة بأنفلونزا الكلاب، وخاصة في المناطق التي تم توثيق المرض بها. يمكن تقديم عينة مصلية من كلب يشتبه في إصابته بإنفلونزا كلاب إلى مختبر يقوم بإجراء اختبارات تفاعل البوليميراز المتسلسل لهذا الفيروس.

## التطعيم
في يونيو 2009، وافقت وزارة الزراعة ووزارة الصحة بالولايات المتحدة الأمريكية (USDA) على لقاح الأنفلونزا. يجب إعطاء هذا اللقاح مرتين في البداية مع استراحة لمدة أسبوعين، ثم سنويًا بعد ذلك.

## نسخة H3N2
تم التعرف على الشكل الثاني من أنفلونزا الكلاب خلال عام 2006 في كوريا الجنوبية وجنوب الصين. الفيروس من نوع H3N2 يتكيف مع أصول إنفلونزا الطيور. تم الإبلاغ لأول مرة عن تفشي المرض في الولايات المتحدة في منطقة شيكاغو خلال عام 2015. تم الإبلاغ عن حدوث تفشيات في عدة ولايات أمريكية خلال فصلي الربيع والصيف لعام 2015 وتم الإبلاغ عنها في 25 ولاية بحلول نهاية عام 2015.
اعتبارا من أبريل 2015، لم يتم حل مسألة التطعيم ضد السلالة السابقة التي توفر الحماية. منحت وزارة الزراعة الأمريكية الموافقة المشروطة على لقاح وقائي ضد فيروس H3N2 في ديسمبر 2015.
في مارس 2016، أفاد باحثون بأن هذه السلالة كانت أصابت القطط ويعتقد انها انتقلت فيما بينها.

## لا يوجد خطر علي البشر
ويعتبر فيروس H3N2 كفيروس قائم بذاته غير ضار للبشر. وفقا لوحدة الصحة في مقاطعة وندسور - إسيكس، فقط عندما تتحد سلالة فيروس H3N2 مع سلالة إنفلونزا بشرية، «يمكن لهذه السلالات أن تتحد لتشكل فيروسًا جديدًا». ومع ذلك، فإن احتمال حدوث هذا غير ممكن، إذا أصيب كلب مصاب بإنفلونزا بشرية، فهناك فرصة ضئيلة.